# Santa-Maria-di-Lota
Santa-Maria-di-Lota (korsisch und italienisch Santa Maria di Lota) ist eine französische Gemeinde mit 1.970 Einwohnern (Stand: 1. Januar 2022) im Département Haute-Corse auf der Mittelmeerinsel Korsika. Sie gehört zum Kanton Cap Corse und zum  Arrondissement Bastia. Die Einwohner werden Lutinchi genannt.

## Geographie
Santa-Maria-di-Lota liegt am Tyrrhenischen Meer. Der kleine Fluss Poggiolo mündet hier ins Meer. Umgeben wird Santa-Maria-di-Lota von den Nachbargemeinden Brando im Norden, Olmeta-di-Capocorso im Westen, Farinole im Südwesten sowie San-Martino-di-Lota im Süden. 
Santa-Maria-di-Lota besteht aus drei Ortschaften (ehemaligen Gemeinden): Ficarella (auch: Figarella), Mandriale und Partine sowie den Weilern San Giacintu, Sorbinca, Voltojo und Miomo. 
Durch die Gemeinde führt die frühere Route nationale 198 (heutige D80).

## Bevölkerungsentwicklung
| 1962 | 1968 | 1975 | 1982 | 1990 | 1999 | 2006 | 2012 |
| ---- | ---- | ---- | ---- | ---- | ---- | ---- | ---- |
| 538  | 987  | 1583 | 1566 | 1826 | 1791 | 1938 | 2005 |

## Sehenswürdigkeiten

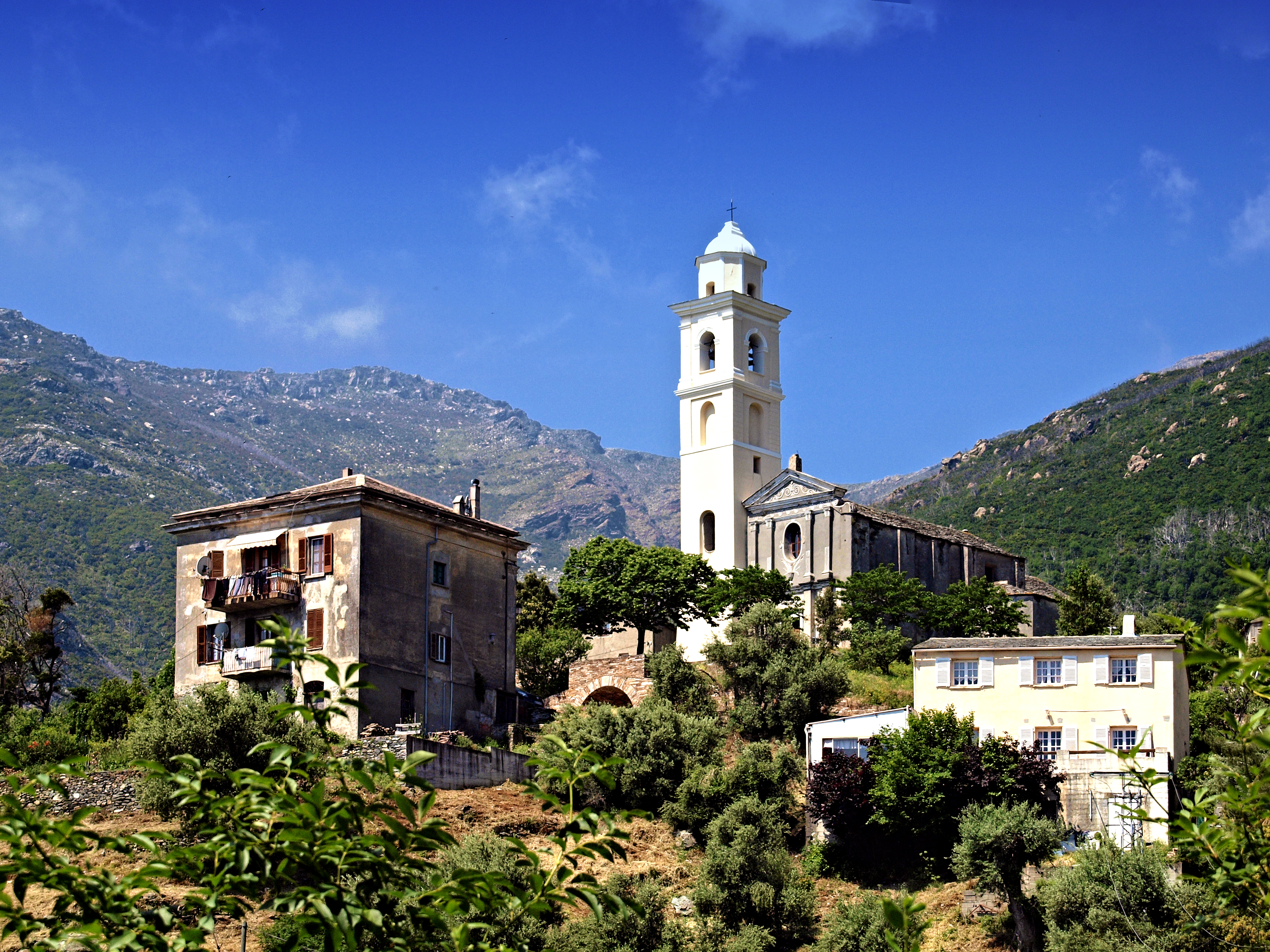
Kirche Santa Maria Assunta

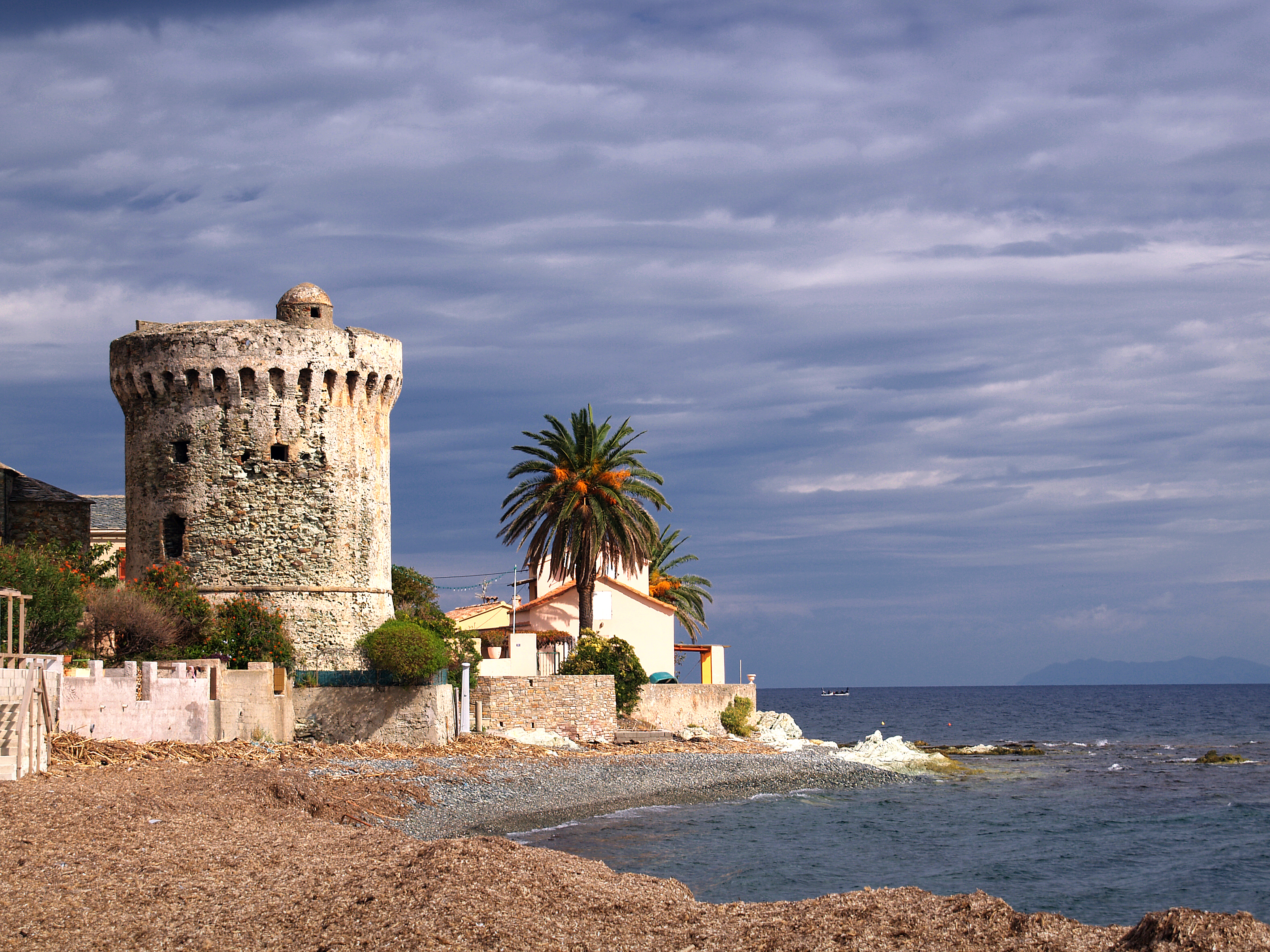
Turm Miomo am Ufer zum Meer

- Kirche Santa Maria Assunta
- Kirche San Teofalu de Miomo
- Kapelle Notre-Dame-du-Mont-Carmel
- Kapelle San Giovanni
- Kapelle L’Annonciation de Partine
- Dominikanerkonvent San Ghjacintu
- Turm Miomo